# Godzilla: Final Wars
Godzilla: Final Wars (japansk: ゴジラ ファイナルウォーズ) er en japansk science fiction film fra 2004, instrueret af Ryuhei Kitamura.